# Quận Jackson, Iowa
Quận Jackson là một quận thuộc tiểu bang Iowa, Hoa Kỳ. Quận lỵ đóng ở Maquoketa. 6. Quận được đặt tên theo. Dân số theo điều tra năm 2010 của Cục điều tra dân số Hoa Kỳ là 19.848 người, giảm so với mức 20.296 năm 2000.

## Địa lý
Theo Cục điều tra dân số Hoa Kỳ, quận này có diện tích 649,75 dặm vuông Anh (1.682,8 km2), trong đó có 13,66 dặm vuông Anh (35,4 km2) là diện tích mặt nước.